# Willard Harrison Bennett
Willard Harrison Bennett (Findlay, 13 de junio de 1903-28 de septiembre de 1987) fue un científico e inventor estadounidense. Realizó investigaciones sobre la física del plasma, astrofísica, geofísica, física de superficies y química física. El Pinzamiento de Bennett lleva su nombre.

## Biografía
Nacido en Findlay, Ohio, asistió al Instituto Carnegie de Tecnología de 1920 a 1922. Obtuvo una maestría en química por la Universidad de Wisconsin en 1926; y un doctorado en física por la Universidad Estatal de Ohio en 1928. Fue elegido miembro de una beca nacional de investigación en física y entre 1928 y 1929 estudió en el Instituto de Tecnología de California. En 1930 se incorporó a la facultad de Física de la Universidad Estatal de Ohio. Durante la Segunda Guerra Mundial, se desempeñó como oficial en el ejército de su país y desarrolló equipos aeronáuticos. Después del servicio militar, trabajó en la Oficina Nacional de Estándares, la Universidad de Arkansas y el Laboratorio de Investigación Naval de los Estados Unidos. En 1961, fue nombrado Profesor Burlington de Física en la Universidad Estatal de Carolina del Norte (emérito en 1976). Bennett poseía 67 patentes.
Hizo historia científica en la década de 1930 siendo pionero en estudios sobre física del plasma, el estudio de gases ionizados por electricidad de alto voltaje. Inventó la espectrometría de masas por radiofrecuencia (1955). Su espectrómetro de masas de radiofrecuencia midió las masas de los átomos. Fue el primer experimento de este tipo en el espacio. También investigó los gases ionizados por la electricidad de alto voltaje. Esta investigación se utilizó en investigaciones posteriores sobre fusión termonuclear.

### Impacto de su investigación
Estos estudios y las investigaciones posteriores se han utilizado en todo el mundo en la investigación de la fusión termonuclear controlada. En la década de 1950, su tubo experimental llamado Stormertron predijo y modeló los cinturones de radiación de Van Allen que rodean la Tierra seis años antes de que fueran descubiertos por satélite. También reprodujo intrincados patrones de impacto encontrados en la superficie de la Tierra que explicaban muchas características de la aurora polar. El Sputnik 3 llevó al espacio el primer espectrómetro de masas de radiofrecuencia.